# Evolutionäre Finanzmarktforschung
Die evolutionäre Finanzmarktforschung (englisch Evolutionary Finance) erklärt die Dynamik von Finanzmärkten durch biologische Modelle der Evolution.
Diese Modelle studieren die Interaktion von Strategien, wobei die natürliche Selektion die Vielfalt der Strategien einschränkt, während die Mutation immer wieder für neue Strategien sorgt. Hypothetisch bedeutet dies, dass im evolutionären Wettbewerb um das Marktkapital die irrationalen Anleger von den rationalen Anlegern aus dem Markt gedrängt werden. Diese Art der Marktevolution steht im Fokus der evolutionären Finanzmarktforschung und verkörpert einen Gegenansatz zur traditionellen Finanzmarkttheorie.
Die ersten evolutionären Finanzmarktmodelle wurden in den Neunzigerjahren am Santa-Fe-Institut in den USA entwickelt. Sie beruhten auf Computersimulationen. Fortschritte in der Mathematik der dynamischen Systeme erlauben inzwischen auch viele analytische Aussagen in evolutionärer Finanzmarktforschung.
Wegbereiter der evolutionären Finanzmarktforschung waren Armen Alchian, Milton Friedman und Friedrich Hayek. Am Santa-Fe-Institut forschen Brian Arthur, John Holland und Doyne Farmer zu diesem Thema, in der Schweiz Thorsten Hens der Universität Zürich sowie Dirk Helbing und Didier Sornette an der ETH auf diesem Gebiet.